# Kroger
Công ty Kroger (tiếng Anh: The Kroger Co.) là một hệ thống cửa hàng bán lẻ ở Hoa Kỳ. Với doanh số bán hàng tới 90,4 tỷ Mỹ kim (tháng 1 năm 2012) và 2.422 vị trí ở khắp nước Mỹ (tháng 8 năm 2012), Kroger và các công ty con là hệ thống tiệm tạp hóa bán hàng nhiều nhất trong nước, cửa hàng bán lẻ lớn thứ hai trong nước theo doanh thu, và cửa hàng bán lẻ lớn thứ 4 trên thế giới.
Trụ sở của Kroger đóng tại Cincinnati, Ohio. Kroger hiện có siêu thị, đại siêu thị, tiệm tạp hóa, cây xăng, và tiệm kim hoàn ở trung tâm thương mại tại 31 tiểu bang. Các siêu thị và đại siêu thị của Kroger có các nhãn hiệu Baker's, City Market, Dillons, Food 4 Less, Foods Co., Fred Meyer, Food 4 Less, Fry's, Gerbes, JayC, King Soopers, Kroger, Owen's, Pay Less Food Markets, QFC, Ralphs, Scott's, và Smith's. Các tiệm tạp hóa và cây xăng có các nhãn hiệu Kwik Shop, Loaf 'N Jug, Quik Stop, Tom Thumb, và Turkey Hill. Ngoài các nhãn hiệu của công ty khác, Kroger cũng có một trong những hệ thống sản xuất nhãn hiệu riêng (private label) lớn nhất ở nước Mỹ. 40 hãng ở 17 tiểu bang do Kroger sở hữu hoặc hoạt động sản xuất khoảng nửa trong tổng số gần 20.000 sản phẩm riêng của Kroger. Các sản phẩm này thường được đặt tên Kroger Value, Banner Brands, hoặc Private Selection.
Kroger được thành lập bởi Bernard Kroger năm 1883 tại Cincinnati và được đăng ký năm 1902. Vào những năm 1970, Kroger trở thành tiệm tạp hóa đầu tiên sử dụng máy quét mã vạch điện tử ở Hoa Kỳ.